# Posavsko-podmajevička grupna nogometna liga 1984./85.
"Posavsko-podmajevička grupna nogometna liga" je bila jedna od četiri grupne lige "Međuopćinskog nogometnog saveza Brčko" i liga sedmog stupnja nogometnog prvenstva Jugoslavije u sezoni 1984./85. 
 
Sudjelovalo je 12 klubova, a prvak je bio klub "Mladost" iz Vidovica. 

## Ljestvica
| mj. | klub                        | ut. | pob. | ner. | por. | gol+ | gol- | bod |
| --- | --------------------------- | --- | ---- | ---- | ---- | ---- | ---- | --- |
| 1.  | Mladost Vidovice            | 22  | 14   | 4    | 4    | 38   | 16   | 32  |
| 2.  | Proleter Oštra Luka         | 22  | 10   | 7    | 5    | 50   | 27   | 27  |
| 3.  | Sloga Hrgovi Donji          | 22  | 9    | 7    | 6    | 40   | 34   | 25  |
| 4.  | Poljoprivednik Krepšić      | 22  | 10   | 5    | 7    | 42   | 38   | 25  |
| 5.  | Dubrave                     | 22  | 8    | 7    | 7    | 50   | 33   | 23  |
| 6.  | 1. Maj Bok                  | 22  | 8    | 6    | 8    | 41   | 41   | 22  |
| 7.  | Pelagićevo                  | 22  | 8    | 6    | 8    | 37   | 41   | 22  |
| 8.  | 25. Maj Biberovo Polje      | 22  | 7    | 7    | 8    | 47   | 46   | 21  |
| 9.  | Mladost Bosanska Bijela     | 22  | 7    | 6    | 9    | 42   | 51   | 20  |
| 10. | Crvena zvijezda Donji Žabar | 22  | 6    | 6    | 10   | 39   | 49   | 18  |
| 11. | Jedinstvo Bukova Greda      | 22  | 6    | 6    | 10   | 32   | 44   | 18  |
| 12. | Polet Čović Polje           | 22  | 3    | 6    | 13   | 21   | 65   | 12  |

- Bosanska Bijela – naziv za naselje Bijela
- Bukova Greda – tada dio naselja Bok

## Rezultatska križaljka
| kratica | klub                        | 1MAJ | 25MAJ | CRVZ | DUB | JED | MLABB | MLAV | PEL | POLJ | POLE | PRO | SLO |
| --- | --------------------------- | ---- | ----- | ---- | --- | --- | ----- | ---- | --- | ---- | ---- | --- | --- |
| 1MAJ | 1. Maj Bok                  |      |       |      |     |     |       |      |     |      |      |     |     |
| 25MAJ | 25. Maj Biberovo Polje      |      |       |      |     |     |       |      |     |      |      |     |     |
| CRVZ | Crvena zvijezda Donji Žabar |      |       |      |     |     |       |      |     |      |      |     |     |
| DUB | Dubrave                     |      |       |      |     |     |       |      |     |      |      |     |     |
| JED | Jedinstvo Bukova Greda      |      |       |      |     |     |       |      |     |      |      |     |     |
| MLABB | Mladost Bosanska Bijela     |      |       |      |     |     |       |      |     |      |      |     |     |
| MLAV | Mladost Vidovice            |      |       |      |     |     |       |      |     |      |      |     |     |
| PEL | Pelagićevo                  |      |       |      |     |     |       |      |     |      |      |     |     |
| POLJ | Poljoprivednik Krepšić      |      |       |      |     |     |       |      |     |      |      |     |     |
| POLE | Polet Čović Polje           |      |       |      |     |     |       |      |     |      |      |     |     |
| PRO | Proleter Oštra Luka         |      |       |      |     |     |       |      |     |      |      |     |     |
| SLO | Sloga Hrgovi Donji          |      |       |      |     |     |       |      |     |      |      |     |     |
| |                             |      |       |      |     |     |       |      |     |      |      |     |     |
| podebljan rezultat - utakmice od 1. do 11. kola (1. utakmica između klubova) rezultat normalne debljine - utakmice od 12. do 22. kola (2. utakmica između klubova) rezultat nakošen - nije vidljiv redoslijed odigravanja međusobnih utakmica iz dostupnih izvora rezultat nakošen i smanjen * - iz dostupnih izvora nije uočljiv domaćin susreta prekrižen rezultat - poništena ili brisana utakmica p - utakmica prekinuta 3:0 p.f. / 0:3 p.f. - rezultat 3:0 bez borbe n.i. - nije igrano |                             |      |       |      |     |     |       |      |     |      |      |     |     |

 Izvori: 

## Unutrašnje poveznice
- Posavska grupna liga 1984./85.